# Трнополье (концентрационный лагерь)
Трнополье (серб. Логор Трнопоље, босн. и хорв. Logor Trnopolje) — лагерь, созданный властями боснийских сербов в деревне Трнополье недалеко от города Приедор в северной Боснии и Герцеговине в первые месяцы Боснийской войны. Согласно отчёту комиссии ООН являлся концентрационным лагерем. В лагере содержались боснийцы и боснийские хорваты, некоторые из которых были убиты, изнасилованы, подвергались жестокому обращению и пыткам.
По данным местных сербских властей лагерь был сборным пунктом и «транзитным лагерем» для населения района Приедора. Доклад Комиссии экспертов Организации Объединённых Наций при Совете Безопасности (доклад Комиссии Бассиуни) установил, что Трнополье также служил в качестве плацдарма для массовых депортаций в основном женщин, детей и пожилых людей.
По оценкам ООН через лагерь прошло от 5 до 6 тысяч заключённых, из которых около 300 были детьми. По меньшей мере 200 человек были расстреляны у ущелья Коричани приедорской группой специального реагирования «Красные береты», однако нет точных сведений были ли они именно заключенными лагеря в Трнополье.
Точное число погибших во время пребывания в лагере неизвестно. Международный суд ООН утверждает, что бесспорно доказана гибель по меньшей мере 20 человек. В то же время, по свидетельству боснийского врача, лечившего заключенных в этом лагере, Идриза Мерджанича, в нём было убито около 200 человек, а многие другие умерли из-за отсутствия лекарств. По оценкам «Приедор 92», ассоциации, представляющей интересы выживших в лагерях Приедора, 90 заключённых погибли в лагере во время его функционирования.

## Журналистское расследование
Трнополье стал известен после кадров заключённых лагеря, снятых британской телекомпанией ITN и фотографии боснийского мужчины Фикрета Алича за колючей проволокой, опубликованной на обложке журнала «Time». На кадрах, снятых в лагерях люди не жалуются на условия содержания и даже заявляют что ничего не делают (что не подтверждает их использование как бесплатной рабочей силы). Вскоре после этого канал ITN в прямом эфире взял интервью у президента Республики Сербской Радована Караджича, в котором Караджич подтвердил существование данных пунктов, указав, что лишения вызваны отсутствием продуктов и лекарств, а также условиями войны. Караджич назвал снятые в материале условия - худшими из существующих во всей Боснии и сказал что не препятствует работе международных организаций, в особенности Красного креста, а кроме того приветствовал посещение данных точек и обещал наказать всех, кто нарушает закон. Кроме того Караджич говорил, что люди из этого пункта могли быть обменяны на аналогичных заключённых на территории боснийских мусульман, в чём последние якобы отказывали. Журналисты ITN в свою очередь подтвердили, что боснийские сербы не препятствовали работе журналистов и даже выделили им надёжную охрану. Несмотря на утверждения узников с видеокадров о том, что после визита прессы они подвергались издевательствам и пыткам, все они (с кадров) выжили и затем многократно давали интервью различным СМИ, включая Фикрета Алича, ставшего самым известным узником данного пункта. На кадрах также отсутствуют женщины, дети и старики.
Также в репортаже ITN один из рёпортеров данного материала указал на то, что они посетили не 2, а 7 потенциальных лагерей и из них только Трнополье и Омарска могли соответствовать этому понятию, в то время как прочие 5 - безусловно не соответствовали. Кадры и обсуждения на канале ITN стали первым серьёзным толчком для обсуждения возможной интервенции НАТО на территорию Боснии и Герцеговины.

## Обвинения в возможных фальсификациях
В 1994 году журналист Питер Брок в журнале Foreign Policy заявил, что человек на фотографии ITN не босниец, а серб, страдающий от туберкулёза; по итогам проведённого Time расследования была установлена личность сфотографированного человека, и Брок признал, что он ошибся и заявлял о другой фотографии в журнале Newsweek.
Впоследствии со стороны британского журнала Living Marxism распространилась информация о том, что фотографии и видео ITN являются фальсификацией (сомнения в достоверности материалов выражали также немецкий репортёр Томас Дайхманн и журналист Мик Хьюм). В частности указывались явные несоответствия в виду того, что колючая проволока была привязана к столбам не с той стороны, заключённые не жаловались на условия содержания, пытки или болезни, что многие отправились в этот пункт добровольно, а также то, что журналисты ITN умышленно искали кадры для того, чтобы показать людей за колючей проволокой. Однако британский суд, проведя тщательное рассмотрение всех обстоятельств дела, приговорил распространителей этой информации к выплате дорогостоящей компенсации компании ITN.
В решении британского суда также указывалось, что лагерь действительно не был окружён колючей проволокой со всех сторон, а многие люди, находившиеся там, действительно отправились туда добровольно, укрываясь от опасностей (что и утверждали журналисты Living Marxism, выступавшие с заявлениями о фальсификациях), что совершенно не отменяло тяжёлых условий содержания, отсутствия лекарств, плохого кормления и снабжения, пыток, эпидемий, издевательств и гибели людей. В рамках судебного разбирательства и итогового заключения также подчёркивалось, что в суде согласны с некоторыми утверждениями журналистов из LM, но при этом отрицают за недоказанностью какой-либо умысел журналистов ITN и считают статьи LM клеветническими и искажающими действительность. Как утверждала в суде коллега репортёров Пенни Маршалл: "Вы смотрите на картину и видите колючую проволоку; я смотрю на картину и вижу Фикрета. В этом разница между нами". Отмечалось также и то, что до войны в общине Приедор проживало около 50 тысяч боснийских мусульман, в то время как к моменту судебного разбирательства - лишь около 6000, а население хорватов в той же общине сократилось с 6000 до 3000, что также опровергает посылы защиты сербской стороны об отсутствии у сербов этнической неприязни к представителям других национальностей на территории бывшей Югославии.